# .22 Winchester Magnum
Die .22 Winchester Magnum (auch .22 WinMag oder .22 WMR) ist eine Patrone für Kleinkaliber-Handfeuerwaffen sowohl für Büchsen als auch als Faustfeuerwaffen.

## Bezeichnung
Im deutschen Nationalen Waffenregister (NWR) wird die Patrone unter Katalognummer 16 unter folgenden Bezeichnungen geführt (gebräuchliche Bezeichnungen in Fettdruck)
- .22 WinMag (Hauptbezeichnung)
- .22 M.R.F. CTG.
- .22 Magnum
- .22 Win Mag RF
- .22 Winchester Magnum Randfeuer
- .22 WMR
- 5,6 mm Winchester Magn. RF1

Weiterhin ist die Bezeichnung Hunter’s Pet gebräuchlich, wird aber nicht im NWR aufgeführt.

## Geschichte
Die Patrone ist eine 1959 auf dem Jahrestreffen der NRA in Washington von dem Unternehmen Winchester vorgestellte Randfeuerpatrone, welche mit drei Geschossgewichten zu 30 grain, 40 grain und 50 grain ausgeführt wurde. Die Munition war Nachfolger der .22 WRF.
Die Unternehmen Ruger und Smith & Wesson brachten unmittelbar nach ihrer Einführung passende Revolver hierfür heraus. Erst 1960 folgte Winchester mit einem passenden Gewehr, der Winchester Model 61.
Weitere verwandte Patronen finden sich in der Liste von Winchester-Magnum-Patronen.

## Jagdliche Nutzung
Die .22 WMR wird auch heute noch als Schonzeitkaliber für die Jagd auf Klein- und Raubwild benutzt. Die Patrone unterscheidet sich von der .22-lfB-Patrone in Hülsendurchmesser sowie -länge und ist durch die höhere Treibladung leistungsstärker. In Deutschland ist der Schuss mit der .22 WMR auf Schalenwild nicht erlaubt, weil Energie und Durchmesser des Projektils zu gering sind. Ausnahmen gelten für den Fangschuss, und bei Damwild in geschlossenen Gehegen (mindestens 180 cm hoher Zaun) mit unbefestigtem Boden bei Entfernungen unter 25 Meter aus einem maximal 4  Meter hohen Ansitz.

## Vergleichbare Patronen und Leistungsbandbreite
Vergleichbare Patronen kann man zunächst kaliberbezogen im Bereich der Munition mit Projektilen um 5,6 mm bis 5,7 mm sehen.
Die Benennung als Magnum (Kaliber) deutet darauf hin, dass die Patrone im Vergleich zu ähnlichen Patronen höhere ballistische Leistungen hat. Meist haben Patronen mit längeren Hülsen auch höhere Leistungswerte. In dem Bereich der Munition sind zahlreiche Patronen großer Leistungsbandbreite konzipiert worden. Nachfolgend ein Überblick bei dem erkennbar ist, dass die .22 WMR im unteren Leistungssegment liegt.
| Kaliber            | Proj. ⌀ mm | Hülse mm | Energie Eo-Joule |
| ------------------ | ---------- | -------- | ---------------- |
| .22 kurz           | 5,72       | 10,69    | 104              |
| .22 lfB            | 5,72       | 15,57    | 11–265           |
| .22 WMR            | 5,72       | 26,80    | 410–440          |
| 5,7 × 28 mm        | 5,70       | 28,90    | 538              |
| .221 Rem. Fireball | 5,70       | 35,56    | ca. 1400         |

| Kaliber             | Proj. ⌀ mm | Hülse mm | Energie Eo-Joule |
| ------------------- | ---------- | -------- | ---------------- |
| .222 Remington      | 5,69       | 43,18    | 1300–1700        |
| 5,56 × 45 mm NATO   | 5,69       | 44,70    | ca. 1800         |
| .224 Weatherby Mag. | 5,72       | 48,8     | 1100–1750        |
| 5,6 x 50 R Mag.     | 5,70       | 50       | 820–1750         |
| .223 WSSM           | 5,70       | 42,4     | 2000–2800        |